# Carolann Héduit
Carolann Héduit est une gymnaste artistique française, née le 2 décembre 2003 à Angers (Maine-et-Loire).
Membre de l'équipe de France, elle est médaillée de bronze aux barres asymétriques lors des Championnats d'Europe juniors 2018 de Glasgow et médaillée de bronze également à la poutre lors des Championnats d'Europe 2022 de Munich. Elle représente la France aux Jeux olympiques de Tokyo.

## Carrière
Carolann Héduit débute la gymnastique à l'âge de cinq ans à Angers. En 2013, à l'âge de dix ans son entraîneur lui propose de rejoindre le club formateur d'Avoine Beaumont Gymnastique. Après onze ans au club d'Avoine Beaumont, Carolann met fin à sa carrière le 3 juin 2024.

### Junior

#### 2017
Carolann fait ses débuts internationaux lors du Trophée de la ville de Jesolo, terminant cinquième avec l'équipe de France junior. En mai, elle participe aux championnats de France Élite où elle remporte la médaille de bronze au concours général derrière Célia Serber et Aline Friess, ainsi que la médaille de bronze à la finale des barres asymétriques, à égalité avec Juliette Bossu. Ensuite, au FIT Challenge, elle aide l'équipe de France à remporter la médaille d'argent derrière l'Italie et termine cinquième au concours général. En juillet, elle aide l'équipe de France à remporter la médaille d'argent au match amical avec l'Allemagne et se classe septième au concours général. En novembre, elle a participé à l'Elite Gym Massilia à Marseille où elle remporte la médaille d'argent au saut derrière la Russe Aleksandra Shchekoldina. Elle se classe huitième au concours général et sixième à la poutre.

#### 2018
En avril, Héduit participe au Trophée de la ville de Jesolo où elle remporte la médaille de bronze aux barres asymétriques derrière l'Italienne Elisa Iorio et la Russe Ksenia Klimenko. Elle se classe troisième de l'équipe de France et onzième du concours général. Elle se classe également troisième avec l'équipe de France et onzième au concours général.
Aux championnats de France, elle se classe deuxième au concours général derrière Célia Serber et quatrième aux barres asymétriques.
Elle remporte la médaille d'argent au concours général derrière l'Ukrainienne Anastasiia Bachynska lors des qualifications olympiques de la jeunesse puis, à l'Amicale de Pieve di Soligo, elle aide l'équipe de France à remporter la médaille d'argent derrière l'Italie et remporte la médaille de bronze au concours général derrière les Italiennes Elisa Iorio et Giorgia Villa. Elle est ensuite sélectionnée pour représenter la France aux championnats d'Europe à Glasgow et aide l'équipe de France à terminer cinquième. Elle se qualifie pour la finale des barres asymétriques où elle remporte la médaille de bronze derrière les Russes Ksenia Klimenko et Irina Komnova. Elle se qualifie pour les Jeux Olympiques de la jeunesse à Buenos Aires mais se blesse avant le début de la compétition. Elle revient à la compétition en novembre à l'Elite Gym Massilia où elle remporte la médaille d'or aux barres asymétriques et la médaille d'argent au concours général.

### Senior

#### 2021
En juin 2021, elle est sacrée championne de France au concours général des championnats de France Élite 2021. Elle remporte également la médaille d'or en poutre et au sol.
La même année, elle participe aux Jeux Olympiques de Tokyo (en équipe avec Marine Boyer, Mélanie de Jesus dos Santos et Aline Friess). Elle termine 6e par équipe et entre en finale du concours général, se classant 12e.

#### 2022
En juin 2022, Carolann Héduit est sacrée championne de France Élite au concours général pour la deuxième année consécutive. Elle remporte également la médaille d'argent aux barres asymétriques.
Elle est médaillée de bronze à la poutre aux Championnats d'Europe 2022 à Munich.

#### 2024
En 2024, Carolann Héduit met fin à sa carrière de gymnaste professionnelle après sa victoire en équipe, avec son club d'Avoine Beaumont aux championnats de France DN1 à Mulhouse. Elle explique que sa décision résulte en partie du conflit opposant la fédération française de gymnastique à son club, tout en affirmant son attachement à ce dernier.

## Palmarès

### Jeux olympiques
- Tokyo 2020 (2021)[N 1] :
  - 6e au concours général par équipes ;
  - 12e au concours général individuel.

### Championnats du monde
- Kitakyūshū 2021 :
  - 9e au concours général individuel.
- Liverpool 2022 :
  - 8e au concours général par équipes ;
  - 19e au concours général individuel.

### Championnats d'Europe
- Glasgow 2018 (juniors) :
  -  médaille de bronze aux barres asymétriques ;
  - 5e au concours général par équipes.
- Bâle 2021 :
  - 8e au sol ;
  - 12e au concours général individuel.
- Munich 2022 :
  -  médaille de bronze à la poutre ;
  - 4e au concours général individuel ;
  - 6e au concours général par équipes.

### Jeux méditerranéens
- Oran 2022 :
  -  médaille d'argent du concours par équipes ;
  -  médaille de bronze du concours général individuel ;
  -  médaille de bronze à la poutre.